# 북의왕 나들목
북의왕 나들목(北義王-, N.Uiwang IC)은 경기도 의왕시 포일동과 과천시 갈현동에 걸쳐 설치된 제2경인고속도로의 16번 교차로이다. 2017년 9월 27일에 개통되었다. 건설 당시 가칭은 인덕원 나들목이었다.

## 연혁
- 2010년 3월 19일 : 나들목 신설을 위해 의왕시 도시계획시설 교통광장에 의왕시 포일동 일원을 인덕원 나들목으로 고시[1]
- 2017년 9월 27일 : 제2경인고속도로 안양 ~ 성남 구간 개통과 함께 북의왕 나들목으로 통행 개시[2]
- 2022년 12월 29일: 제2경인고속도로 화재 폭발 사고가 발생하여 석수 나들목 ~ 여수대로 나들목 구간 운행 중단.
- 2023년 1월 2일: 북의왕 나들목 ~ 여수대로 나들목 구간 운행재개
- 2023년 4월 16일: 삼막 나들목 ~ 북의왕 나들목 구간 운행재개
- 2023년 4월 28일:  과천지식정보타운~북의왕IC 구간 임시 개통[3]

## 구조물 정보
전형적인 Y자형 입체 교차로로 건설되었다.
- 위치: 경기도 의왕시 포일동, 과천시 갈현동
- 영업소: 경기도 의왕시 성고개로 118-40
- 제2경인연결고속도로 본사: 경기도 의왕시 성고개로 118-40

## 접속하는 도로
- 성고개로
- 국도 제47호선 우회도로
- 지방도 제309호선

## 사건
- 제2경인고속도로 갈현고가교 화재